# إزيكييل أندرولي
إزيكييل أندرولي (بالإسبانية: Ezequiel Andreoli)‏ (25 مارس 1978 في هايدو في الأرجنتين – )؛ وهو لاعب كرة قدم أرجنتيني يلعب كظهير أيمن في دوري الدرجة الثانية الأرجنتيني.

## وصلات خارجية
- إزيكييل أندرولي على موقع قاعدة بيانات كرة القدم.إي يو (الإنجليزية)
- إزيكييل أندرولي على موقع Soccerway.com (الإنجليزية)
- إزيكييل أندرولي على موقع عالم كرة القدم.نت (الإنجليزية)

- Profile at BDFA (بالإسبانية)